# Dziadki
Dziadki (niem. Dziadtken, 1938–1945 Jagdwiesen) – osada w Polsce położona w województwie warmińsko-mazurskim, w powiecie piskim, w gminie Pisz.
W latach 1975–1998 miejscowość administracyjnie należała do województwa suwalskiego.